# Everhardus Gallenkamp

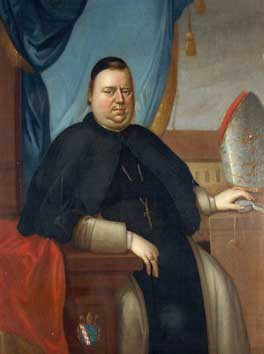
Everhardus Gallenkamp, 41. Abt von Marienfeld

Everhardus Gallenkamp OCist (* 1665 in Münster; † 12. Januar 1717) war ein deutscher Priester und Abt des Klosters Marienfeld.

## Leben
Everhardus Gallenkamp trat am 9. Juli 1682 mit drei Mitbrüdern in das Zisterzienserkloster Marienfeld ein. Nach einem Jahr legte er im Alter von 18 Jahren am 29. August 1683 die Profess ab. Nachdem er mehrere Jahre Gutsverwalter auf Uerentrup war, wurde Gallenkamp am 26. Oktober 1713 durch den Konvent zum Abt gewählt. Den Wahlvorsitz führte Laurentius Kremper, Abt im Mutterkloster Hardehausen. Die Weihe empfing er durch Fürstbischof Franz Arnold Freiherr von Wolff-Metternich zur Gracht, Bischof von Paderborn und Münster. Ihm assistierten Abt Gregor Waltmann aus Liesborn und Abt Laurentius Kremper aus Hardehausen. Chronist Hermann Hartmann schrieb über den Abt, dass er sechs Mitbrüder in die Profess führte und einen abtrünnigen Bruder, einen Ketzer, wiedergewinnen konnte.
Bereits vor der Wahl zum Abt litt Gallenkamp an der Gicht. Er starb am 11. Januar 1717 und wurde im Kapitelhaus beigesetzt.

## Bautätigkeiten
Abt Gallenkamp führte die angefangenen Bauten seines Vorgängers Abt Johannes Rulle fort. So war er ständig mit der Beschaffung von Baumaterialien beschäftigt. In seinem zweiten Regierungsjahr drohte der nordwestliche Teil des Säulengangs der Klosterkirche einzustürzen. So musste dieser eingerissen werden und auf dem Fundament neu aufgebaut werden. Da das alte Seitenschiff primitiv aufgebaut war und nicht zum Mittelschiff passte, wurde der Flügel komplett neu geplant und errichtet. Die Altäre der Hl. Anna, der Schmerzensmutter und Johannes des Täufers wurden entfernt. Die Arbeiten dauerten von Pfingsten bis Ende Oktober 1714.
Ende 1714 gingen die Arbeiten an den Klostergebäuden weiter. So wurde das große Haus, in dem sich die Privatgemächer des Abtes befanden, abgerissen. Darin befand sich auch eine eigene Kapelle, die zwei Kopfreliquiare beherbergte. Das Tafelbild des Altars wurde auf Bitten des Kurfürsten von Brandenburg ebendiesem überlassen und er nahm es nach Berlin mit. Holz und Steine des alten Gebäudes konnten für den Neubau verwendet werden.
Noch im selben Jahr ließ Gallenkamp auch die Krankenhauskapelle mit Glockenturm und schöner Decke abreißen. Sie befand sich am Fremdenhaus neben der Pforte und war so angelegt, dass die Kranken durch eine Tür den Priester am Altar sehen und hören konnten. Seit dem Abriss des Krankenhauses bereits 30 Jahre zuvor stand die Kapelle jedoch leer.
Abt Gallenkamp ließ auch die große Orgel aus dem oberen südlichen Wandbereich des Hauptschiffes, die Spuren sind an der Außenwand noch zu erkennen, entfernen, da im kommenden Jahr das Schlafhaus verlegt werden sollte. Deshalb konnte die Orgel nicht an ihrem Platz bleiben.
Nun endlich konnte der vom Vorgänger begonnene Neubau des südlichen Flügels des Klosters vollendet werden.